# Mellin de Saint-Gelais
Mellin de Saint-Gelais (Angoulême, 1491 – Parigi, 1558) è stato un poeta francese.
Scrisse brevi componimenti d'intonazione epigrammatica, in cui si rivela discepolo di Clément Marot, aperto fra l'altro all'influsso dei petrarchisti e strambattisti italiani, e già incline a una lirica di rinascimentale grazia ed eleganza. 
Contribuì alla diffusione del sonetto e introdusse in Francia la tragedia classicistica italiana, traducendo in prosa la prima metà della Sofonisba di Gian Giorgio Trissino (1559).